# Atopetholus californicus
Atopetholus californicus är en mångfotingart som beskrevs av Chamberlin 1918. Atopetholus californicus ingår i släktet Atopetholus och familjen Atopetholidae. Inga underarter finns listade i Catalogue of Life.